# Moltkedenkmal (Düren)

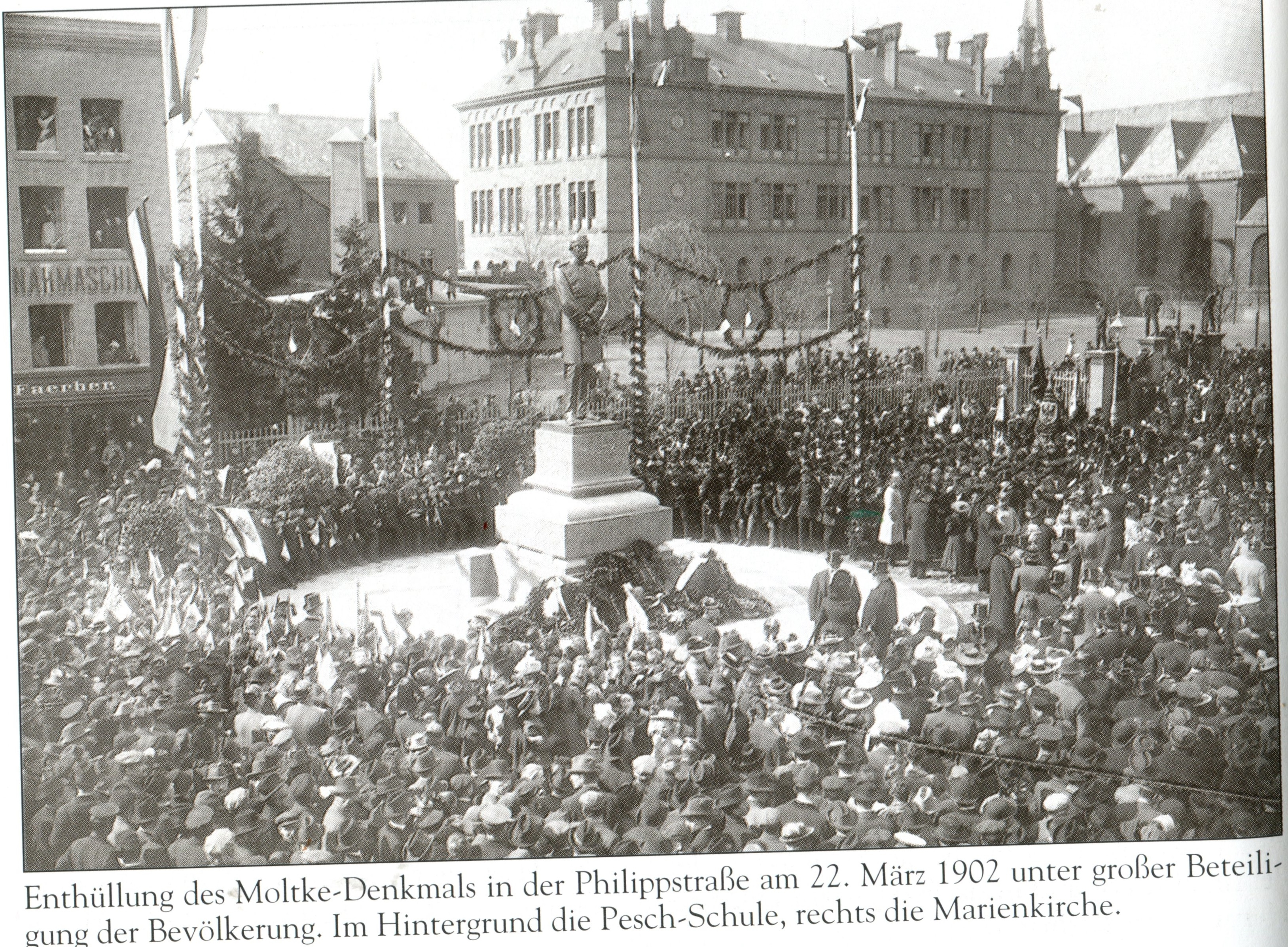
Einweihung des Moltkedenkmals am 22. März 1902

Das Moltkedenkmal in Düren war ein Denkmal für den preußischen Generalfeldmarschall Graf Helmut von Moltke. Es wurde am 22. März 1902 an der Ecke Weierstraße / Philippstraße (heute Ecke Weierstraße / Victor-Gollancz-Straße) enthüllt. Das Bronze-Standbild des Generalfeldmarschalls entstand nach einem Modell des bekannten Berliner Bildhauers Joseph Uphues, es stürzte beim Luftangriff auf Düren am 16. November 1944 vom Sockel und fiel dann der Metallspende des deutschen Volkes zum Opfer.

## Entstehungsgeschichte
Um den Standort für das geplante Denkmal entflammten bereits im Jahr 1891 im Stadtparlament wie in der Bürgerschaft lebhafte Auseinandersetzungen. Bald nach Moltkes Tod am 24. April 1891 regte Eberhard Hoesch, der Moltke persönlich gekannt hatte, im Einvernehmen mit dem Bürgermeister schriftlich bei der Stadt die Errichtung eines Moltkedenkmals an. Hoesch erklärte sich zudem bereit, weitere 42.000 Mark zu spenden, wenn die Annasäule vom Altenteich auf den Annaplatz versetzt würde, nachdem die Annakirche freigelegt wäre. Ein Teil der angegebenen Summe sollte zum Ankauf der an der Kirche liegenden Häuser (Gademe) verwendet werden. Auf dem Altenteich wäre dann der Platz für das Moltkedenkmal frei geworden.
Ein großer Teil der Bevölkerung begrüßte den Bau des Denkmals an dieser Stelle; der Plan fand aber nicht die Zustimmung des Stadtrats. Hoesch ließ sich nicht entmutigen und beauftragte Joseph Uphues als Schöpfer des Dürener Bismarckdenkmals mit dem Entwurf eines Moltkedenkmals. Im Jahre 1899 schenkte er der Stadt 60.000 Mark mit der Zweckbestimmung, das an der Einmündung der Philippstraße in die Weierstraße gelegene Degenische Haus zu erwerben, abzubrechen und an dessen Stelle das Denkmal zu errichten. Für die Baukosten des Denkmals verblieben 20.000 Mark. Schließlich einigte man sich auf diesen Standort.
Als Enthüllungstermin hatte man ursprünglich den 18. Oktober 1901 vorgesehen, für den ein Besuch Kaiser Wilhelms II. in Aussicht gestellt wurde. Schließlich aber vollendete der Bauunternehmer Linde erst Anfang März 1902 den 440 Zentner schweren Sockel, und am 4. März stellte man die 15 Zentner schwere und 3,30 Meter hohe Bronzestatue auf. Die Gesamthöhe des Denkmals betrug 7 Meter. Auf Anregung des Unternehmers Philipp Schoeller – dessen Familie bereits mehrfach Auftraggeber von Uphues gewesen war – wurde die Statue mit einer grünen Masse überzogen, um ein Schwarzwerden der Bronze zu verhindern. Am Geburtstag des Kaisers (Samstag, den 22. März 1902) wurde das Denkmal mittags feierlich enthüllt. Als Ehrengäste waren Regierungspräsident Julian von Hartmann und Joseph Uphues anwesend.

## Moltke und Düren
Bis zur Zerstörung Dürens am 16. November 1944 hing am ehemaligen Haus von Eberhard Hoesch (Wirtelstraße 20, später Germania Kino, heute Standort DM-Markt) eine Gedenktafel mit der Inschrift „Hier wohnte Generalfeldmarschall Helmut von Moltke während 10 Tagen zur Zeit der Herbstmanöver im Jahre 1859“. Ein weiterer Aufenthalt war am 23. September 1861, als er von Deutz nach Düren ins Quartier gekommen, hier am 24. Ruhetag gehalten hat und am 25. seine Reise nach Eschweiler fortsetzte.